# Pierre-Yves Bocquet
Pour les articles homonymes, voir Bocquet.
Pierre-Yves Bocquet, connu aussi sous le nom de Pierre Evil, est né en juin 1973 à Valenciennes, dans le département du Nord. Journaliste musical spécialisé dans le rap, il devient en 2014 la « plume » du président de la République française.

## Biographie
Originaire de Valenciennes, Pierre-Yves Bocquet est le fils de parents professeurs d’histoire-géographie dans un lycée.
Diplômé de l’Institut d'études politiques de Paris en 1993, il réussit au concours d'entrée à l'ENA, dont il sort diplômé en 1996 dans la promotion Victor-Schœlcher (qu'il avait proposé de baptiser du nom de Guy Debord).
À sa sortie de l’ENA, il opte pour l’Inspection générale des affaires sociales, puis il intègre en 2001 le cabinet de la ministre de l’Emploi Élisabeth Guigou.
Il rejoint la CNAMTS en Juin 2002, sous la direction de Daniel Lenoir, pour créer la Mission du Contrôle de Gestion en recrutant à ses côtés un collaborateur spécifiquement chargé du domaine informatique puis la MFP (Mutualité Fonction Publique) en Juin 2005.
Électeur de gauche, il n'a pourtant jamais milité, ni adhéré au Parti socialiste.
À partir de l'élection de François Hollande à la présidence de la République, il occupe un poste de chargé de mission pour la protection sociale à l'Élysée, secondant le conseiller social Michel Yahiel. Le 4 mars 2014, après avoir fait acte de candidature, il devient la « plume » de François Hollande (succédant à Paul Bernard), fonction qui consiste à préparer les discours du président de la République française. Il précise toutefois que c'est le chef de l'État qui écrit les textes, « mais, pour construire sa parole publique, il a besoin qu'on lui prépare des éléments. Je joue ce rôle et coordonne ceux qui y participent ».
Il devient en 2020 le directeur adjoint de la Fondation pour la Mémoire de l’Esclavage.

## Journalisme
Pierre-Yves Bocquet mène en parallèle une carrière journalistique sous le pseudonyme de Pierre Evil, en tant que chroniqueur spécialisé dans le rap américain, et en particulier le gangsta rap. Ses premières chroniques datent de 1997 dans la revue NRV (Nouvelle Revue Violente, ou Vivifiante, l’interprétation du « V » restant indéterminée).
Il devient critique musical à Chronic’art à partir de 2001. Selon le journaliste et musicien Fred Hanak, qui l'a côtoyé à Chronic'art, Pierre-Yves Bocquet « fait partie des trois meilleurs critiques français de rap ». Selon le rédacteur en chef du magazine, Cyril de Graeve, « il était calé comme personne, avait un style très détaillé et une connaissance phénoménale de chacun de ses sujets. C’était Wikipédia, avec le style en plus ».
Pierre-Yves Bocquet est l'auteur en 2005 d'un livre de référence sur le rap américain, Gangsta-rap (Flammarion), livre controversé en raison d'un « manque de rigueur » et d'un éventuel plagiat.
En 2008, il réalise le scénario d'un documentaire pour Arte (Black music, des chaînes de fer aux chaînes d'or, avec Marc-Aurèle Vecchione), qui retrace l'histoire de la musique noire américaine.
En mars 2014, il publie Detroit sampler, un ouvrage qui retrace l’histoire de la ville de Détroit aux États-Unis, sous le prisme de son éclectique production musicale.
À la suite de sa nomination à l'Élysée, en mars 2014, Pierre-Yves Bocquet fait savoir qu'il « met entre parenthèses ses activités d'écriture à titre privé », et qu'il s'interdit toute « expression personnelle et politique au nom du président ».

## Vie privée
Il a actuellement trois enfants, Maïa, Ysé et Gaspard[réf. nécessaire].

## Publications
- Pierre Evil, Gangsta-Rap, Flammarion, coll. « POP culture », 2005, 432 p. (ISBN 2-08-068465-5)
- Pierre Evil, Detroit sampler, Ollendorff & Desseins, coll. « Sampler », 2014, 530 p. (ISBN 978-2-918-00209-3)
- Pierre-Yves Bocquet, La «Révolution nationale» en 100 jours, et comment l'éviter, Paris, Gallimard, coll. « Tracts » (no 64), 2025, 58 p. (ISBN 978-2-073-11330-6).